# Monti Ausoni
Monti Ausoni – pasmo górskie w południowym Lacjum w środkowych Włoszech. Stanowią część Antyapeninów, łańcucha Apeninów biegnącego w stronę brzegów Morza Tyrreńskiego. Na północy graniczą z pasmem Monti Lepini a na południu z Monti Aurunci.
Pasmo zawdzięcza swą nazwę starożytnemu plemieniu Ausonów zamieszkujących ten obszar. 
Monti Ausoni zbudowane są głównie z kruchych skał wapiennych. Najwyższym wzniesieniem jest Cima del Nibbio (1152 m n.p.m.). Największą miejscowością jest Amaseno. W pobliżu Pasteny znajdują się jaskinie krasowe zwane Grotte di Pastena.